# Kościół św. Andrzeja Boboli we Wszedniu
Kościół świętego Andrzeja Boboli we Wszedniu – rzymskokatolicki kościół parafialny należący do parafii pod tym samym wezwaniem (dekanat mogileński archidiecezji gnieźnieńskiej).
Świątynię zaczęli budować wierni parafii ewangelicko-augsburskiej w 1908 roku. W 1920 roku prace budowlane zostały zakończone. Budowla jest murowana i reprezentuje styl neogotycki. Od frontu znajduje się masywna wieża nakryta dachem namiotowym, na której są umieszczone dwa dzwony: mały z 1908 roku i duży z 1928 roku. Wnętrze świątyni jest jednonawowe. Okno w prezbiterium jest ozdobione witrażem przedstawiającym scenę Zesłania Ducha Świętego. W 1945 roku budowla została poświęcona i przekazana katolikom. Dzięki dekretowi kardynała Stefana Wyszyńskiego Prymasa Polski z dnia 21 września 1969 roku przy kościele została erygowana parafia pod wezwaniem św. Andrzeja Boboli.